# Файда (вражда)
Файда (позднелат. faida, от древне-верхненем. fehida, от fehan — ненавидеть), по германским варварским правдам — вражда между родами или группами сородичей, или часть возмещения, которая выплачивалась семье пострадавшего и прекращала вражду.
В средние века в странах Западной Европы словом файда называлась частная феодальная война, начатая пострадавшей стороной для отмщения обиды.
С появлением централизованной власти, в XI—XIII веках, файда стала ограничиваться, и окончательно запрещена с установлением абсолютизма.